# The Silent Man
The Silent Man – singel nagrany przez grupę Dream Theater w 1994 roku.

## Lista utworów
1. "The Silent Man (LP Version)" - 3:48
2. "Take The Time (Demo Version)" - 8:00
3. "Eve (Non Album Track)" - 5:12